# Aegophagamyia pungens
Aegophagamyia pungens är en tvåvingeart som beskrevs av Austen 1912. Aegophagamyia pungens ingår i släktet Aegophagamyia och familjen bromsar. Inga underarter finns listade i Catalogue of Life.